# لبین
لبین (به آلمانی: Lebien) یک منطقهٔ مسکونی در آلمان است که در آنابورگ واقع شده‌است. لبین ۳۳۷ نفر جمعیت دارد.